# Mattia Bani
Pour les articles homonymes, voir Bani.
Mattia Bani né le 10 décembre 1993 à Borgo San Lorenzo en Italie, est un footballeur italien qui évolue au poste de défenseur central au Palerme FC.

## Biographie
Formé au Genoa CFC, il signe à l'AC Reggiana le 9 juillet 2012. Le 3 juillet 2013, il rejoint Pro Vercelli. Le 28 juillet 2016, il signe en faveur de Chievo Vérone.